# Gunda
Gunda var ett varumärke ägt av Kooperativa Förbundet och använt för köksprodukter som hade godkänts och testats av KF:s Provkök. Bland dem som designade Gunda-produkterna fanns formgivaren Sigurd Persson som ritade en serie med rostfria kastruller. De mjukt rundade formerna var mycket funktionella och de belönades med utmärkelsen Utmärkt svensk form.

## Bilder

Gunda
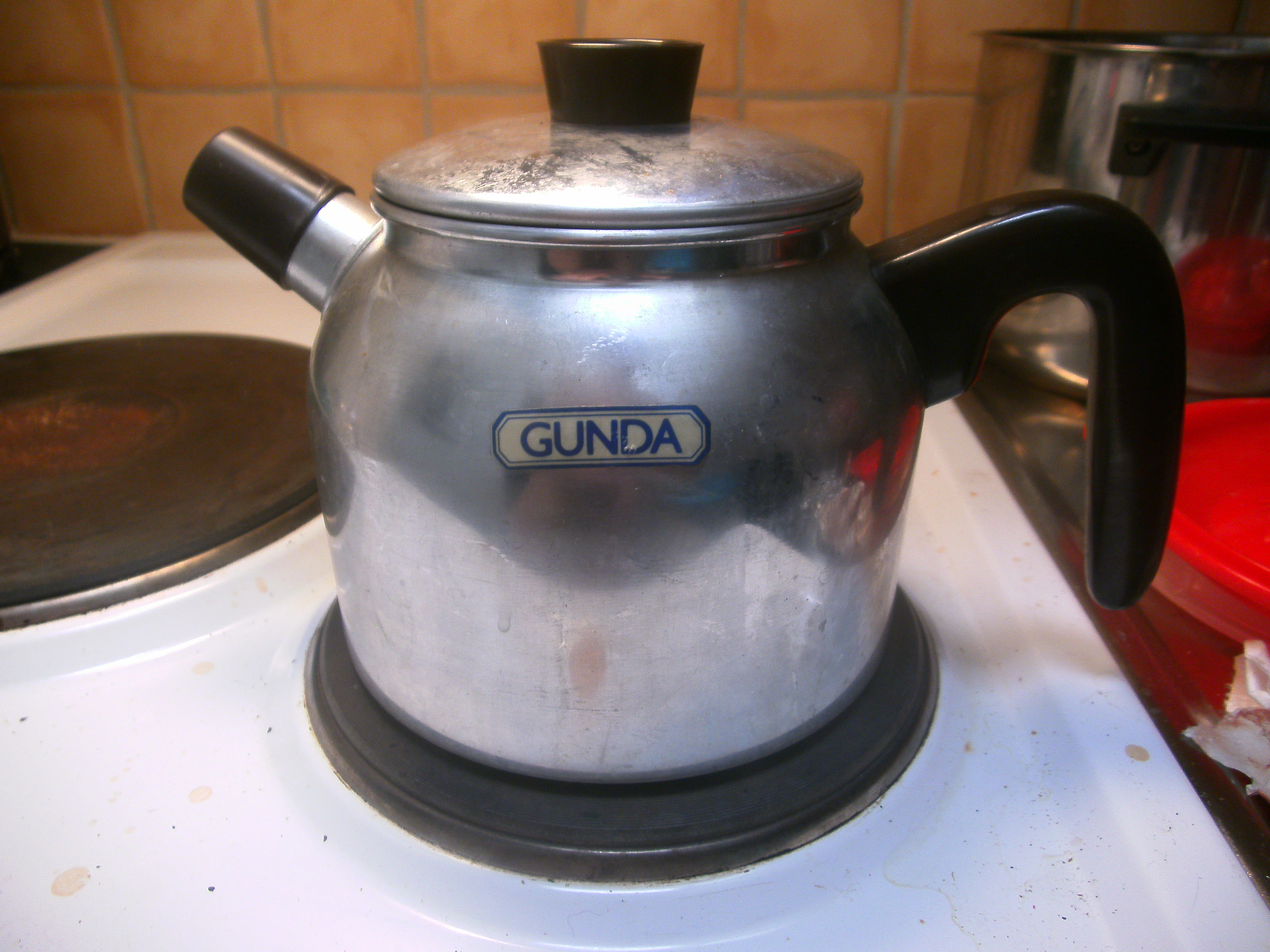
En kaffepanna tillverkad av Gunda.
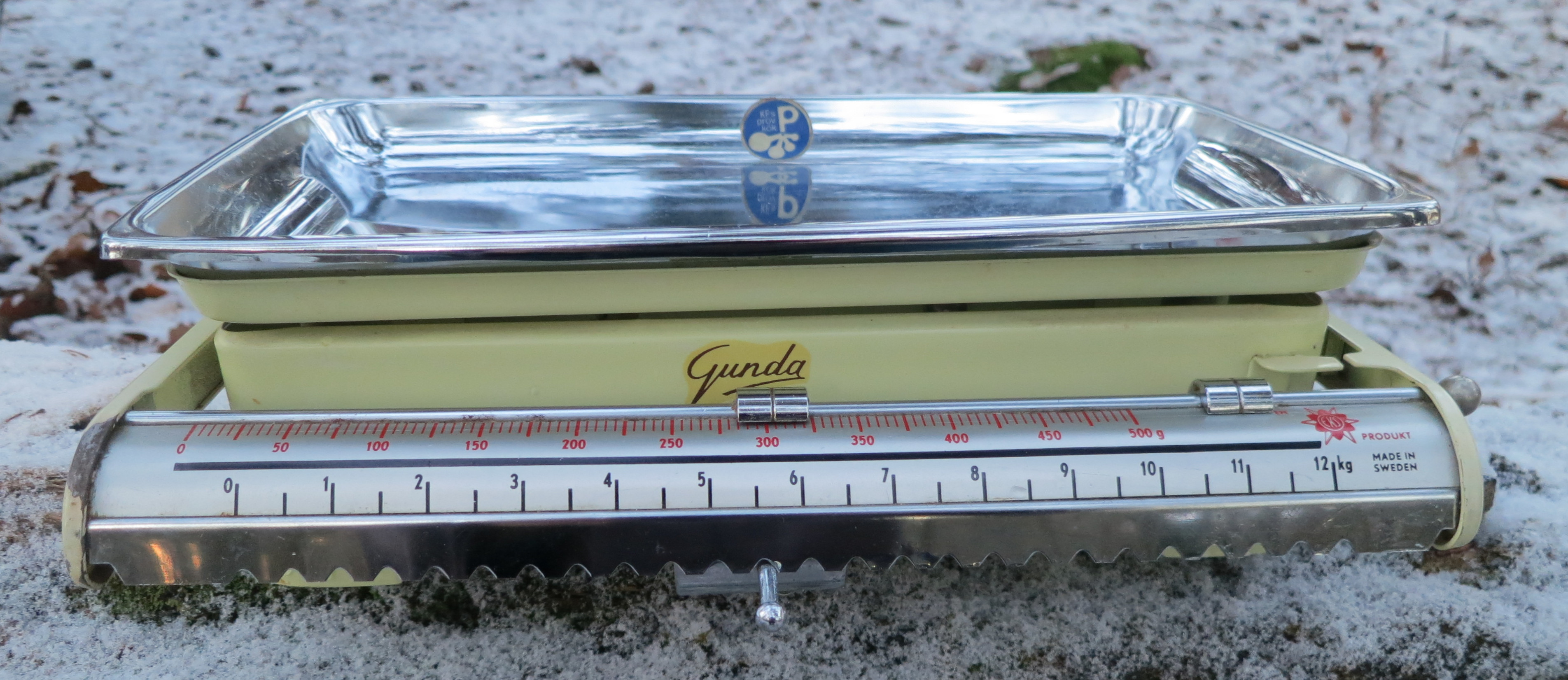
Gunda hushållsvåg 0-12 kg från 1960-talet.